# Festival international du court métrage d'Oberhausen 2009
Le 55e Festival international du court métrage d'Oberhausen a lieu du 30 avril au 5 mai 2009 à Oberhausen. Le thème Unreal Asia est choisi par Gridthiya Gaweewong et David Teh. Des rétrospectives sont consacrés à Matsumoto Toshio, Sarajevo Documentary School, Nicolás Echevarría, Factory of Found Clothes et Herbert Fritsch.

## Récompenses du jury international

### Jury international

#### Grand Prix de la ville d'Oberhausen
A Letter to Uncle Boonmee, Apichatpong Weerasethakul (Thaïlande)

#### Grand Prix
Deux grands prix
Ketamin – Hinter dem Licht, Carsten Aschmann (Allemagne)
True Story, Robert Frank (États-Unis)

#### PrixARTEpour un court-métrage européen
Bernadette, Duncan Campbell (Royaume-Uni)

#### Mention honorable
Nora, Alla Kovgan et David Hinton (États-Unis)

### Jury duMinistre-président du Land de Rhénanie-du-Nord-Westphalie

#### Prix
A Letter to Uncle Boonmee, Apichatpong Weerasethakul (Thaïlande)

#### Mention honorable
Elefantenhaut, Severin Fiala et Ulrike Putzer (Autriche)

### JuryFIPRESCI

#### Prix
Bernadette, Duncan Campbell (Royaume-Uni)

### Prix du jury œcuménique

#### Prix
Elefantenhaut, Severin Fiala et Ulrike Putzer (Autriche)

#### Mention honorable
The Conservatory, Matilda Tristram (Royaume-Uni)

### Jury du cinéma

#### Prix
Les deux meilleurs films de moins de dix minutes de la compétition internationale et allemande
Prrrride, Sirah Foighel Brutmann et Eitan Efrat (Pays-Bas/Israël)

#### Mention honorable
Booo, Alicja Jaworski (Suède)

### Festival international du court-métrage d'Oberhausen

#### Prix
Burning Palace, Mara Mattuschka (Autriche)

## Lauréats de la sélection allemande

### Jury de la compétition allemande

#### Prix de la meilleure contribution
ex aequo
n.n., Michel Klöfkorn
Please Say Something, David OReilly

#### Prix3sat
Rebeca, Gonzalo H. Rodríguez

### Jury du cinéma

#### Prix
Les deux meilleurs films de moins de dix minutes de la compétition internationale et allemande
Murphy, Bjørn Melhus

## Lauréats: sélection de la Rhénanie-du-Nord-Westphalie

### Premier prix
A Taste of Honey, Simon Rittmeier

### Second prix
Dial M for Mother, Eli Cortiñas Hidalgo

### Mention honorable
Luft, Natalia Stürz

## Lauréats: sélection des enfants et de la jeunesse

### Jury des enfants

#### Prix
Adriaan: Een Kist voor Stippie, Mischa Kamp (Pays-Bas)

#### Mention honorable
The Problem with Pets, Catriona Craig (Royaume-Uni)

### Jury de la jeunesse

#### Prix
Ralph, Alex Winckler (Royaume-Uni)

#### Mention honorable
Varde, Hanne Larsen (Norvège)